# Evadne nordmanni
Evadne nordmanni är en kräftdjursart som beskrevs av Sven Lovén 1836.
Evadne nordmanni ingår i släktet Evadne och familjen Podonidae. Arten är reproducerande i Sverige. Inga underarter finns listade i Catalogue of Life.